# Juho Halme
Juho Halme (eigentlich Johan Waldemar Halme; * 24. Mai 1888 in Helsinki; † 1. Februar 1918 ebenda) war ein finnischer Leichtathlet.
Bei den Olympischen Spielen 1908 in London wurde er im Speerwurf Sechster. Im Speerwurf (freier Stil) wurde er Neunter, im Kugelstoßen und im Dreisprung schied er in der Vorrunde aus.
1912 wurde er bei den Olympischen Spielen in Stockholm Vierter im Speerwurf, Neunter im beidhändigen Speerwurf und Elfter im Dreisprung.
Er fiel im Finnischen Bürgerkrieg.